# Dmitrij Debelka
Dmitrij Debelka, född 7 januari 1976 i Minsk, död 24 februari 2022 i Minsk, var en vitrysk (belarusisk) brottare som tog OS-brons i supertungviktsbrottning i den grekisk-romerska klassen 2000 i Sydney.